# Нільс Генрік Абель
Нільс Ге́нрік А́бель (норв. Niels Henrik Abel; 5 серпня 1802 — 6 квітня 1829) — норвезький математик. Довів нерозв'язність в радикалах загальних алгебраїчних рівнянь 5-го і вищих степенів (1824 рік). Знайшов функції, що не інтегруються за допомогою елементарних функцій; це привело Абеля до відкриття еліптичних і гіпереліптичних функцій. Дослідив інтеграли, названі на його честь абелевими. Інші важливі праці Абеля відносяться до теорії рядів.

## Життєпис
Народився 5 серпня 1802 року поблизу міста Ставангер, у сім'ї пастора. У 1821 році закінчив Кафедральну школу в Христіанії (зараз Осло) та вступив до університету Осло. Він був абсолютно позбавлений засобів існування, і спочатку стипендію йому виплачували професори з власних коштів. Потім він одержав державну стипендію, яка дозволила йому провести два роки за кордоном. У Норвегії були люди, котрі розуміли талановитість Абеля, але не було таких, хто міг би зрозуміти його роботи. У 1825 року бувши в Німеччині Абель так і не наважився відвідати К. Гауса.
У 1826 році у Франції Абель з інтересом збирав математичні новини, користувався кожною можливістю побачити П. Лапласа чи А. Лежандра, C. Пуассона чи О. Коші, але серйозних наукових контактів з великими математиками встановити не вдалося. Поданий в академію «Мемуар про один дуже загальний клас трансцендентних функцій» не було розглянуто, рукопис Абеля виявили лише через сто років (у скульптурі цю роботу підкреслювало друге повалене чудовисько). У цій праці йшлося про розгляд певного класу функцій, які пізніше отримали назву еліптичних і зіграли принципову роль у розвитку математичного аналізу. Абель не знав, що 30 років тому в цих питаннях далеко просунувся Гаус, але нічого не опублікував.
1827 року Абель повернувся на батьківщину, і там з'ясувалося, що для нього немає роботи. Він отримав тимчасову роботу замість професора, що поїхав у тривалу експедицію до Сибіру. Борги стали його постійними супутниками, але працездатність Абеля не зменшилася. Він продовжував розвивати теорію еліптичних функцій, наблизився до розуміння того, які рівняння розв'язуються в радикалах. Несподівано в нього з'явився суперник — Карл Густав Якоб Якобі, який був на два роки молодший від Абеля. Якобі опублікував чудові результати в галузі, яку Абель вважав своєю власністю. І Абель запрацював ще інтенсивніше і нарешті повідомив: «Я нокаутував Якобі».
Коли до робіт Абеля прийшло визнання, математики стали піклуватися про його долю. Французькі академіки-математики звернулися до шведського короля, що правив Норвегією, з проханням сприяти Абелю. Тим часом у Абеля швидко прогресував туберкульоз, і 6 квітня 1829 року він помер.

## Пам'ятник
У Королівському парку в Осло стоїть скульптура казкового юнака, над двома переможеними чудовиськами; по цоколю йде напис «ABEL». Перше чудовисько символізує алгебраїчне рівняння 5-го степеня. Ще в останніх класах школи Абелю здалося, що він знайшов формулу для їх розв'язання, подібну до тих, що існували для рівнянь до 4-го степеня. Ніхто у провінційній Норвегії не зміг перевірити доведення. Але пізніше Абель сам знайшов у себе помилку, він уже знав, що корені неможливо виразити в радикалах. Тоді Абель не знав, що італійський математик П. Руффіні опублікував доведення цього твердження.